# 蒙朗东
蒙朗东（法語：Montlandon，法語發音：[mɔ̃lɑ̃dɔ̃]）是法国厄尔-卢瓦省的一个市镇，属于诺让勒罗特鲁区。

## 地理
蒙朗东（48°23'33"N, 1°1'25"E）面积2.87 平方千米，位于法国中央-卢瓦尔河谷大区厄尔-卢瓦省，该省份为法国北部内陆省份，北起顺时针与厄尔省、伊夫林省、埃松省、卢瓦雷省、卢瓦-谢尔省、萨尔特省和奧恩省接壤。
与蒙朗东接壤的市镇（或旧市镇、城区）包括：蒙蒂罗、圣蒂尼。

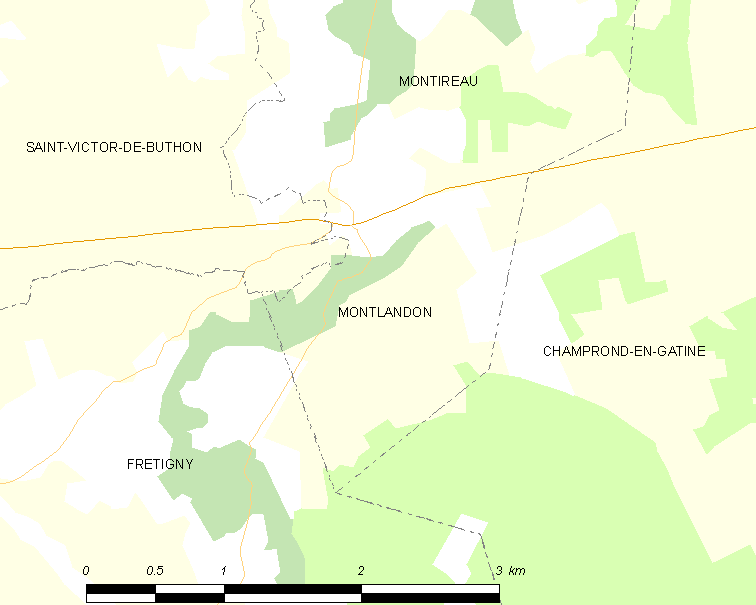
蒙朗东的OSM定位图

蒙朗东的时区为UTC+01:00、UTC+02:00（夏令时）。

## 行政
蒙朗东的邮政编码为28240，INSEE市镇编码为28265。

## 政治
蒙朗东所属的省级选区为诺让勒罗特鲁县。

## 人口

1962-2008年间蒙朗东人口变化图示

蒙朗东于2022年1月1日时的人口数量为254人。